# Кабель-канал

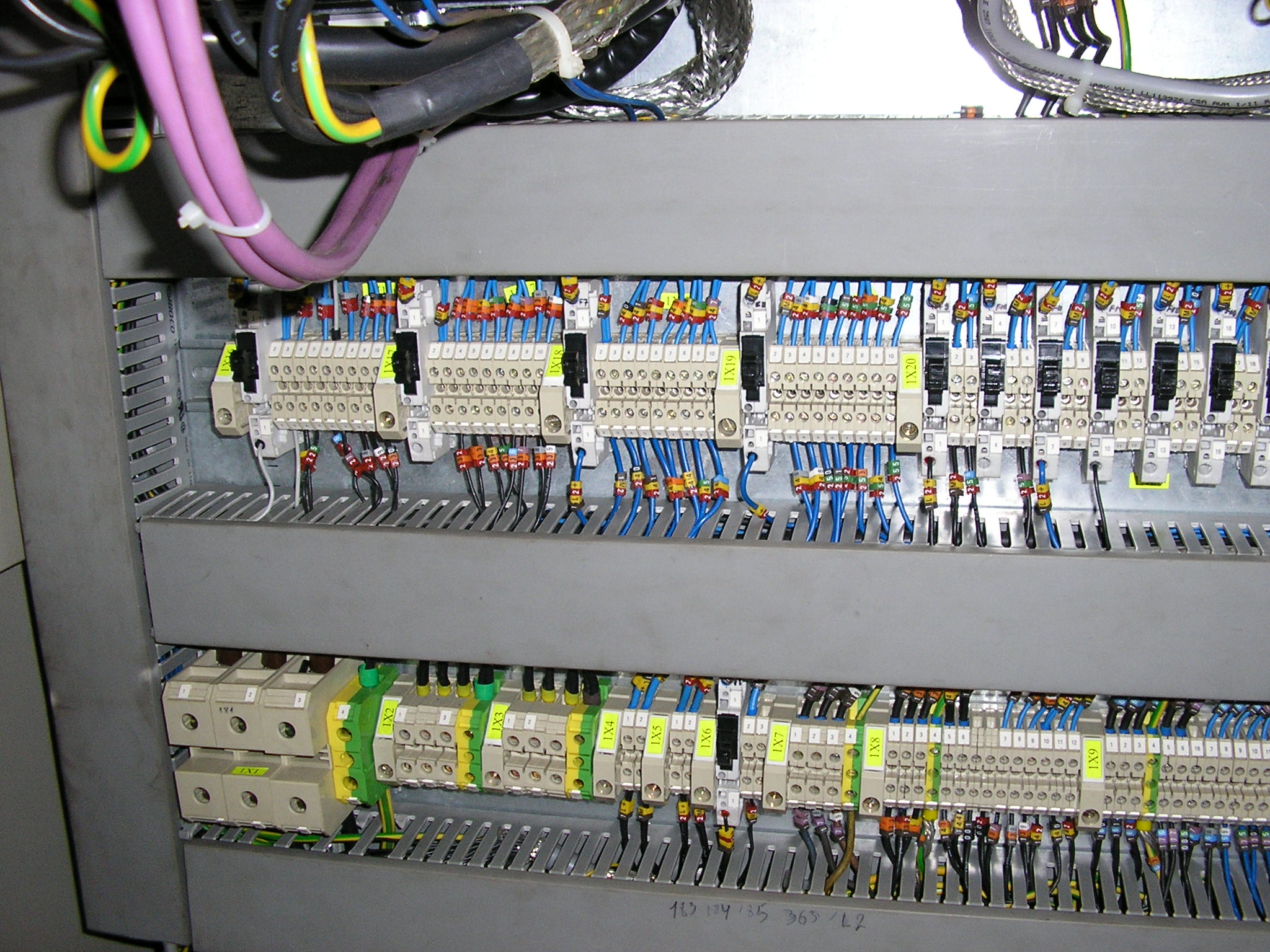
Клеммники, в том числе модули с предохранителями, смонтированные на DIN-рейке. Провода убраны в кабель-каналы

Ка́бель-кана́лы (или короба́) (кабель-канал, монтажный короб, электротехнический короб, электрокороб, электромонтажный короб, кондуит) — термины, обозначающие электротехнические изделия, обобщенно представляющие собой замкнутый профиль прямоугольного, треугольного или близкого к ним сечения с плоским основанием, предназначенный для монтажа на архитектурную поверхность (стену, пол, потолок) и заключения в своем объёме проводов и кабелей.
Распространённость организации электропроводки при помощи кабель-каналов объясняется тем, что такой монтаж позволяет создавать электрические сети, сохраняя такие достоинства внешней электропроводки, как мобильность, гибкость инсталляции, дешевизна монтажа и изменения конфигурации, и добавляя к ним повышенную электропожаробезопасность и эстетичный внешний вид.
Кабель-каналы состоят из основания и крышки. Вначале основание закрепляется на поверхности (приклеивается в случае мини-канала или крепится на винтах/заклёпках/специальных крепёжных элементах), затем в него укладывается кабель (или провод), а потом вся конструкция кабель-канала закрывается крышкой. Благодаря соответствующему профилированию крышки и основания кабель-канала, они просто и надежно фиксируются между собой без использования дополнительных крепежных элементов.
Системы кабель-каналов, как правило, имеют в своем составе набор совместимых аксессуаров, которые позволяют монтировать электроустановочные изделия на или в короб и прокладывать трассы внешней электропроводки, повторяя линии стен, полов и потолков помещений и зданий.
Узкий лоток с высокими краями предпочтительней для больших пролетов между опорами по сравнению с широким лотком с низкими краями аналогичной ёмкости, так как может нести большую нагрузку. В этом случае необходимо определить, что является наиболее приоритетным фактором: расстояние между опорами или соблюдение условий по укладке кабеля в лотке.
Внутри кабель-каналов размещают электрические силовые и слаботочные (телефонные, компьютерные, телевизионные провода, а также кабели для систем безопасности: охранно-пожарной сигнализации, видеонаблюдения, систем контроля и управления доступа). Кабель-каналы используются также при создании компьютерных структурированных кабельных систем (СКС).
Существуют также системы кабель-каналов, предназначенные для установки в заливные полы.

## Терминология
- Лотки: состоят из прямых элементов с перфорированной или неперфорированной основой и аксессуаров, устанавливаются без крышки.
- Каналы: состоят из прямых элементов с перфорированной (IP 20) или не перфорированной (IP 40) основой и аксессуаров, установленных с крышкой.

При отсутствии крышки даже на нескольких секциях канал становится лотком, что снижает уровень защиты по категории IP всей системы.

Возможные степени защиты кабельной трассы на основе лотков:
- IP 00: прямые элементы и аксессуары без крышек;
- IP 20: прямые элементы с перфорированной основой и аксессуары с крышками;
- IP 40: прямые элементы с неперфорированной основой и аксессуары с крышками;
- IP 44: лоток IP 40 с дополнительным бандажом, установленным на каждом соединителе, клейкие печати для вертикальных секций, соединительные крышки основ только на однотипных соединениях.

## Материалы для изготовления канала
Кабель-каналы изготавливаются из пластика и металла: алюминия или стали.

### Металл
Стальные кабель-каналы (лотки) изготавливаются из оцинкованной или холоднокатаной стали и предназначены для чистовой (эстетичной) прокладки проводов и кабельных трасс как внутри, так и снаружи помещений и устройства электроустановочных и телекоммуникационных изделий в виде розеток, переключателей, клеммных устройств и т. д. Лотки окрашиваются в цвета палитры RAL для придания кабельной трассе эстетической привлекательности и создания дополнительного антикоррозионного барьера.
Металлический кабель-канал — это:
- цельный прокатанный профиль или с перфорацией, снижающей общий вес системы (дополнительным бонусом такой системы является возможность крепить в перфорации дополнительные маркирующие и крепёжные элементы) с внутренним «замком» для фиксации крышки и монтажными отверстиями (для крепления к различным поверхностям и конструкциям) и крепежными элементами (для фиксации разделительных перегородок) на основании. Поставляются с крышкой и без неё.
- Профиль, образованный сваренной стальной проволокой. При минимальном весе позволяет развести потоки кабелей, проводов и жгутов по элементам конструкции помещения (здания).

В большинстве случаев для защиты металлических лотков от коррозии при их производстве используется оцинкованная сталь. Цинк защищает сталь, но он изнашивается на протяжении всего срока службы, и степень износа зависит от воздействия внешних условий. Цинковое покрытие обеспечивает не только барьерную, но и электрохимическую защиту от коррозии. Этот эффект проявляется и на локальных участках, где покрытия уже нет (царапины, сколы, отверстия).
Обработки стали по методу Сендзимира
Является одним из методов горячего цинкования. Лист прокатной стали промывается реагентами и просушивается в печи, в которой он разогревается до температуры около 650ºС. После этого сразу погружается в ванну
расплавленного цинка с температурой 650° С. У выхода из ванны стоят так называемые «газовые ножи». В них под большим давлением подаётся воздух, который сдувает лишний цинк с листа. Таким образом, по
всей поверхности образуется равномерный слой цинка толщиной от 19 до 23 мкм.
Горячее цинкование погружением
Продукт изготавливается из холоднокатаной стали 08ПС ГОСТ 16523-89. Затем лотки, крышки и аксессуары после механической обработки погружают в расплав цинка (~460С), и в результате на поверхности изделий образуется ферро-цинковый сплав, состоящий из четырёх слоев с различным удельным соотношением железа и цинка. Толщина покрытия варьируется от 70 до 90 мкм (350—400 г/м² на каждой стороне). ГОСТ 9.307-89 на горячее цинкование, стандарт СЕI 7.6.

### Пластик
Ввиду ряда причин, в том числе в силу необходимости минимизации стоимости погонного метра и удобства монтажа, наибольшее распространение получили пластиковые короба, в том числе из поливинилхлорида (ПВХ).